# Zimmermannia bosquella
Zimmermannia bosquella is een vlinder uit de familie van de dwergmineermotten (Nepticulidae). De wetenschappelijke naam is voor het eerst voorgesteld als Nepticula bosquella door Vactor Tousey Chambers in een publicatie uit 1878.
De soort komt voor in de Verenigde Staten.